# Do Ya Wanna Funk
Do Ya Wanna Funk è un singolo del 1982 degli artisti statunitensi Patrick Cowley e Sylvester.
La canzone fu composta, arrangiata e prodotta da Cowley (che sarebbe deceduto lo stesso anno), riscuotendo successo soprattutto in Europa, in particolare in Svizzera, Paesi Bassi, Norvegia e Gran Bretagna e Irlanda del Nord, oltreché in Australia.
È vagamente ispirata al singolo del medesimo anno I'm Your Jeanie di Jeanie Tracy, ex cantante di sottofondo per Sylvester.

## Tracce

### Lato A
1. Do Ya Wanna Funk – 6:47

### Lato B
1. Do Ya Wanna Funk (Instrumental Version) – 6:47
2. Do Ya Wanna Funk (Radio Version) – 3:29

## Classifiche
| Classifiche (1982) | Posizione massima |
| ------------------ | ----------------- |
| Australia          | 24                |
| Francia            | 40                |
| Norvegia           | 8                 |
| Paesi Bassi        | 17                |
| Regno Unito        | 32                |
| Svizzera           | 12                |

## Diffusione
La canzone fa parte della colonna sonora del film del 1983 Una poltrona per due e si sente anche nel film Che mi dici di Willy? del 1990, in quest'ultimo caso in maniera anacronistica in quanto accompagna una scena ambientata nell'anno precedente alla sua pubblicazione. Inoltre viene riprodotta nel documentario del 1984 The Times of Harvey Milk, vincitore dell'Oscar al miglior documentario.